# Latrodectus hasselti
Espèce
Synonymes
- Latrodectus scelio Thorell, 1870
- Latrodectus indicus Pocock, 1900
- Latrodectus ancorifer Dahl, 1902
- Latrodectus hasselti aruensis Strand, 1911

Latrodectus hasselti est une espèce d'araignées aranéomorphes de la famille des Theridiidae. Elle est appelée Veuve noire à dos rouge ou Veuve noire d'Australie.

## Distribution
Cette espèce se rencontre en Australie et en Asie du Sud-Est.
Elle a été introduite en Nouvelle-Zélande, au Japon, en Inde, au Pakistan, en Croatie, en Belgique et aux Pays-Bas.

## Description

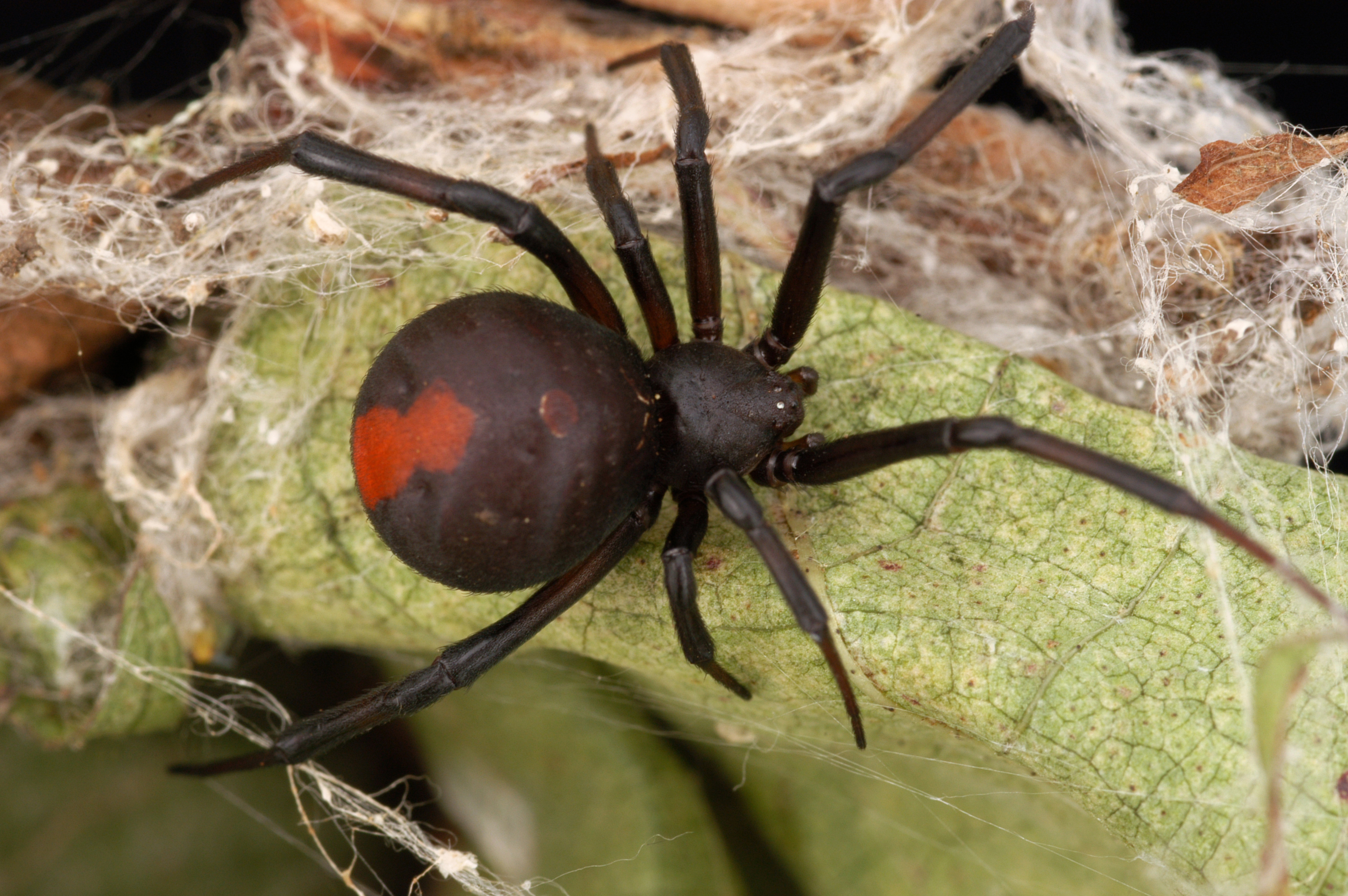
Latrodectus hasseltii.

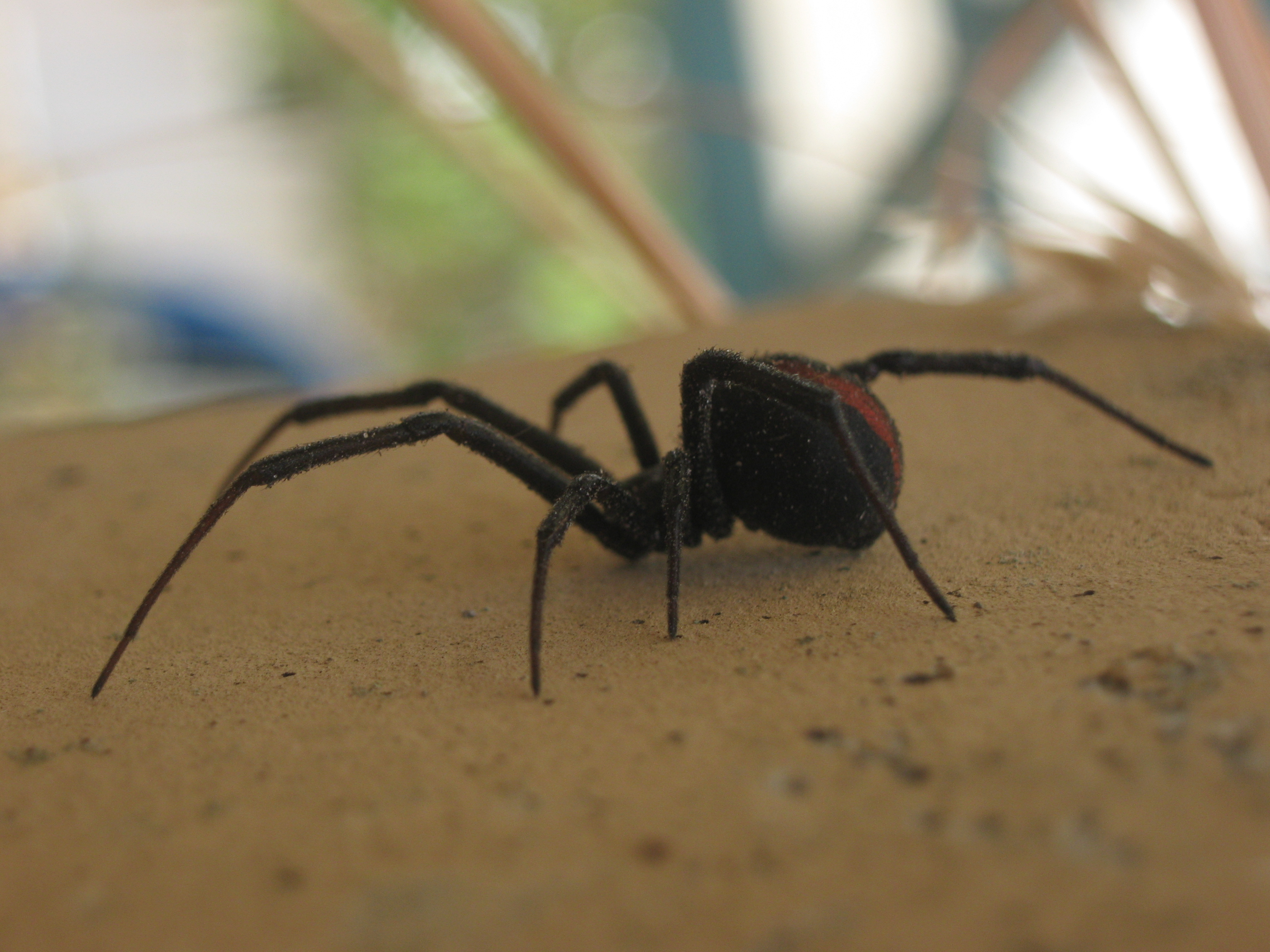
Latrodectus hasseltii.

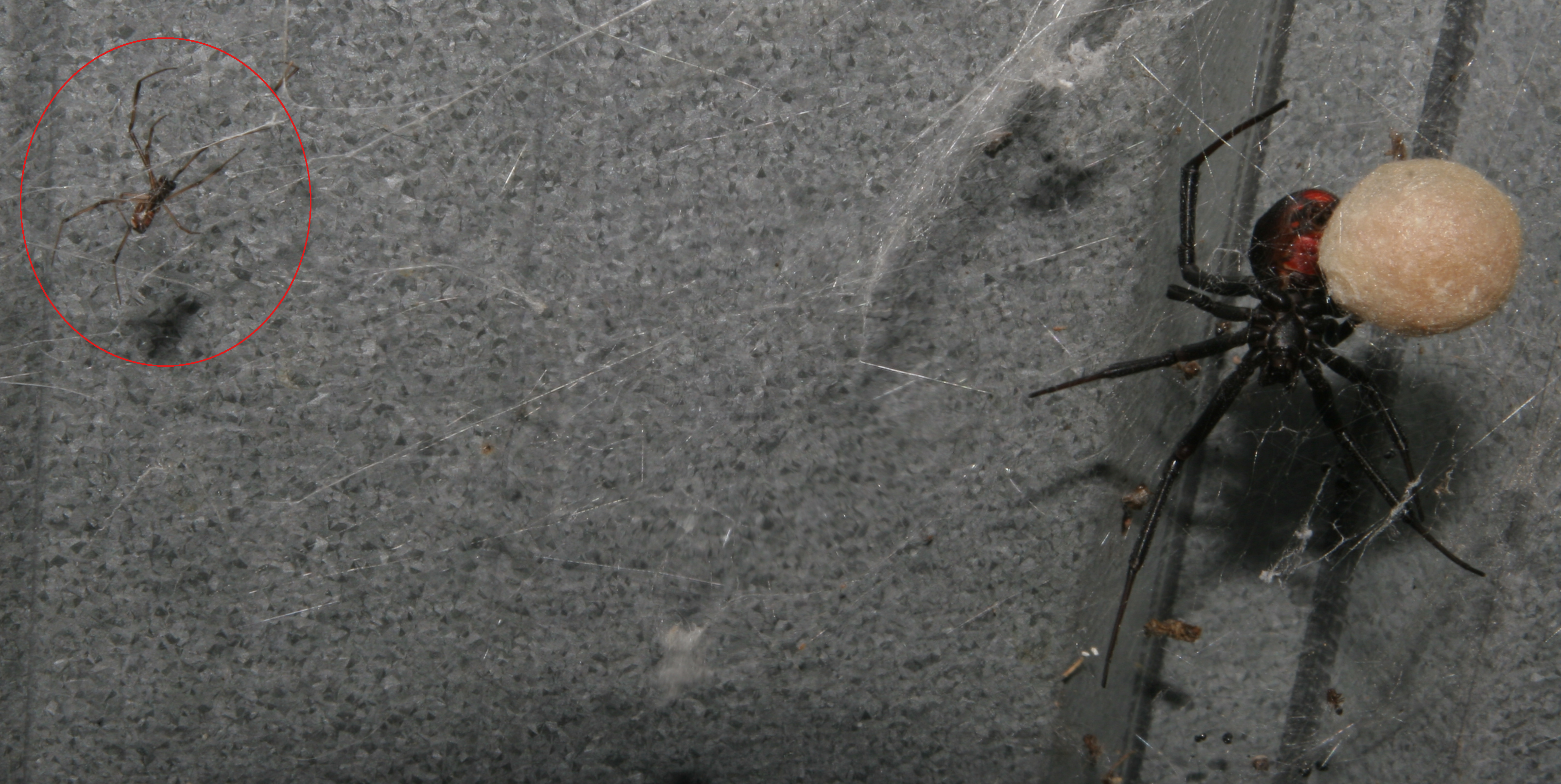
La femelle (à droite) avec son sac à œufs, et le mâle à gauche (cercle rouge).

Son corps est entièrement noir ou brun foncé à l'exception d'une bande rouge ou orange sur la face supérieure de l'abdomen. Cette bande possède parfois des bords brisés ou peut être interrompue et même se limiter à de petits points rouges. Sur la face inférieure de l'abdomen se trouve une tache rouge orangée en forme de sablier. Les jeunes araignées ont des marques blanches supplémentaires sur l'abdomen. Le corps de la femelle mesure environ 1 centimètre de long alors que celui du mâle est nettement plus petit (3 à 4 millimètres).
Le dimorphisme sexuel chez cette espèce, accompagné d'un cannibalisme intempérant des femelles pour les mâles au moment de la copulation, se caractérise par une différence de taille quasi caricaturale entre les deux sexes : le corps du mâle ne pèse que deux pour cent de celui de sa partenaire. Selon Maydianne Andrade, de l'Université Cornell, le mâle se rejette en arrière vers la gueule de sa partenaire, ce qui augmente la probabilité de se faire dévorer, mais augmente la durée de l'acte sexuel et dissuade cette dernière de s'accoupler à nouveau, ce qui lui permet d'augmenter ses chances de reproduction.
Elle est, avec certaines mygales des Hexathelidae, parmi lesquelles la célèbre Atrax robustus, l'espèce d'araignée la plus dangereuse d'Australie. Le venin de Latrodectus hasselti est neurotoxique et sa morsure est douloureuse chez l'homme. Il existe un antidote spécifique à ce venin.

## Systématique et taxinomie
Cette espèce a été décrite par Thorell en 1870. Elle a été considérée comme une sous-espèce de Latrodectus mactans par certains auteurs comme Levi, 1959, Chrysanthus, 1975, Nishikawa, 1976...
Latrodectus indicus, Latrodectus ancorifer et Latrodectus hasselti aruensis  ont été placées en synonymie par Levi en 1959.

## Étymologie
Cette espèce est nommée en l'honneur d'Alexander Willem Michiel Van Hasselt.

## Publication originale
- Thorell, 1870 : « Araneae nonnullae Novae Hollandie, descriptae. » Öfversigt af Königlich Vetenskaps - Akademiens Förhandlingar, vol. 27, p. 367-389.